# Nog (Star Trek)
 (août 2019).
 (mars 2025).
Pour les articles homonymes, voir Nog.

Nog est un personnage de l'univers de fiction de Star Trek, et plus particulièrement de la série Deep Space Nine. Il est interprété par Aron Eisenberg.

## Biographie
Né sur Ferenginar en 2354, Nog est le fils de Rom et de Prinadora. Sa mère l'abandonne au terme du contrat de cinq ans qui l'unissait officiellement à son père. Ses autres parents proches sont sa grand-mère Ishka et son oncle Quark.
Le dos de son crâne est masqué, tout comme celui de Rom, par une bande de tissu attachée derrière de grandes oreilles proéminentes. Son arcade sourcilière ourlée, son nez plissé, ses dents irrégulièrement implantées font penser au visage de son père ; cependant, ses traits sont légèrement plus fermes, tandis que ses yeux sont sombres et brillants. La taille de Nog est très en dessous de la moyenne, que ce soit selon des critères humains ou férengis.
Au cours des années 2360, Nog suit son père lorsque celui-ci rejoint Quark sur la station minière cardassienne Terok Nor, où l'aîné des deux frères a ouvert un établissement de jeu faisant également office de débit de boissons. Astucieux et persuasif, le neveu du tenancier se montre dès lors très habile dans l'art de manipuler autrui. 
En 2369, au moment du départ des occupants cardassiens, le jeune Férengi se partage entre le bar de son oncle (où il lui arrive de faire office de serveur) et les coursives de la station dans lesquelles il tente régulièrement de dérober tout objet susceptible d'être revendu et de procurer à sa famille un profit supplémentaire. Pris sur le fait durant l'une de ces opérations de « récupération » en compagnie d'un Markalien peu recommandable, Nog est finalement incarcéré. À son insu, sa libération devient l'enjeu d'un marché entre le commandeur Benjamin Sisko (chargé par Starfleet d'administrer la station rebaptisée Deep Space Nine) et le rusé Quark. Ce dernier obtient ainsi la mise en liberté de son neveu, à condition de ne pas quitter les lieux et d'ouvrir à nouveau l'établissement dont il avait initialement décidé d'abandonner l'exploitation. Nog redevient donc l'un des « employés » de Quark, tout en se livrant, de temps à autre, à de nouvelles plaisanteries douteuses et à de petites malhonnêtetés.
Sûr de lui, mais respectueux des personnes qui lui sont supérieures (à commencer par les officiers de Starfleet en poste sur DS9), Nog continue en effet d'user – à plus ou moins bon escient – des multiples talents que son intelligence et sa curiosité lui ont permis de développer. 
Sa fidélité en amitié, remarquablement illustrée par ses relations avec Jake Sisko, est par ailleurs indéfectible. Le fils du commandeur lui fait notamment prendre conscience des lacunes dont son instruction a jusqu'alors souffert ; il lui apprend ainsi à lire et l'amène à fréquenter la classe installée sur la station par Keiko O'Brien. Le fils de Rom y fait d'ailleurs très vite la preuve de capacités supérieures à la moyenne dans la quasi-totalité des domaines abordés.
Sur le plan sentimental, le jeune Férengi tombe, en 2369, sous le charme de Varis Sul, que ses quinze ans n'empêchent nullement d'avoir été désignée comme Tétrarque afin de présider aux destinées du village bajoran de Paqu. Au cours des années qui suivent, Nog se laisse également convaincre par son ami Jake d'assister à quelques rendez-vous galants qui le confortent dans l'idée que les goûts en matière de femmes diffèrent singulièrement d'une culture à une autre. 
En 2370, Nog est impliqué dans une querelle l'opposant à une poignée d'adolescents skrreeans fuyant le Quadrant Gamma. Lorsqu'il s'aperçoit qu'il est en fait victime de graves préjugés xénophobes,  il accepte de revoir sa conduite et tend la main aux réfugiés. À la fin de la même année, une incursion de l'autre côté du trou de ver en compagnie de son oncle, de Jake et du commandeur Sisko, le conduit à rencontrer la Vorta Eris, qui se prétend pourchassée par les Jem'hadars, mais se révèle, en fait être l'agent des Fondateurs (ou Korrigans) du Dominion.
Sur le point d'atteindre l'Âge d'Ascension, au regard de son peuple, Nog demande, en 2371, à Benjamin Sisko, si celui-ci veut bien devenir son « modèle », selon les règles fixées par la tradition à laquelle obéissent ses semblables. Également sollicité pour appuyer la candidature que le meilleur ami de son fils souhaite présenter à l'Académie de Starfleet, le commandant Sisko accepte ce double rôle. En dépit de la désapprobation marquée de son oncle, le jeune Férengi se plonge, dès lors, dans l'étude du programme préparatoire de l'Académie ; il y triomphe des intentions de sabotage de Quark (courageusement contrées par Rom, qui souhaite que son fils bénéficie de la chance qui lui a toujours fait défaut), en affrontant avec succès les quatre jours de tests qui lui sont imposés. 
En 2372, il se sépare donc de tout ce qu'il possédait étant enfant et s'apprête à rallier la Terre en compagnie de son père, afin d'entreprendre le cycle d'études qui fera de lui un officier. Le voyage qui devait directement le mener à San Francisco est cependant un peu plus long et mouvementé que prévu, puisque leur navette, pilotée par son oncle, effectue un détour inattendu par Roswell, au beau milieu du XXe siècle (d'où les trois Férengis ne parviendront à s'échapper que grâce aux connaissances historiques du futur cadet et aux informations contenues dans le guide, que lui a remis le docteur Julian Bashir peu avant son départ). Nog devient tout de même, peu de temps après, le premier natif de Ferenginar admis sur les bancs de l'Académie de Starfleet. Il y reçoit d'ailleurs la visite de son ami Jake, ainsi que celle de Benjamin Sisko, lorsque ce dernier, sur ordre du président de la Fédération Jaresh-Inyo, est amené à rechercher les preuves éventuelles de la présence d'agents des Korrigans au sein même des institutions fédérales. Dans ses efforts pour faire partie du prestigieux Escadron Rouge de l'Académie, le jeune cadet apporte, en outre, une aide aussi involontaire que précieuse au capitaine de DS9, qui réussit ainsi à déjouer la conspiration ourdie par l'Amiral Leyton. 
De retour sur Deep Space Nine, en 2373, dans le cadre d'un programme d'études « sur le terrain », Nog partage ses quartiers avec Jake Sisko et participe à de fréquentes opérations aux côtés des officiers supérieurs de la station. Il se rend ainsi sur Empok Nor, station cardassienne « jumelle » de DS9 (anciennement Terok Nor), laissée à l'abandon, mais susceptible de receler certains éléments technologiques en état de fonctionner. À la fin de la même année, il fait partie de l'équipage du Defiant lorsque la flotte est contrainte d'abandonner le terrain aux troupes cardassiennes, alliées à celles du Dominion.
En 2374, Nog est promu au rang d'enseigne, avant de participer à la contre-offensive lancée par Starfleet. Il sert d'ailleurs sur la passerelle du Defiant lors de la plongée suicidaire du vaisseau au cœur du trou de ver, par lequel les forces ennemies ont commencé à transiter. Le neveu de Quark assiste directement à l'anéantissement de celles-ci par les Prophètes avant de rejoindre les siens sur la station finalement libérée. Toujours à bord du même navire, le jeune Férengi est bientôt retenu en otage par un groupe de Jem'hadars en compagnie du capitaine Sisko, de Worf et de Kira Nerys. Il s'associe alors au subterfuge destiné à empêcher leurs ravisseurs de s'emparer du bâtiment, aidé, à son insu, par Bashir, O'Brien et Dax, réduits à l'état de Lilliputiens et constituant l'équipage d'une navette Runabout miniaturisée. 
Avant la fin du conflit entre la Fédération, le Dominion et leurs alliés respectifs, Nog participe encore au siège de la petite planète AR-558, au cours duquel il perd l'une de ses jambes. En convalescence parmi les siens sur Deep Space Nine, il sombre dans une profonde dépression, malgré la pose d'une prothèse biosynthétique ; et seuls les conseils de Vic Fontaine (protagoniste virtuel du programme holographique favori de la plupart des occupants de la station) parviennent à l'en sortir.  
Le jeune officier férengi reprend donc son service, en 2375, à bord du Defiant, participe à la seconde bataille de Chin'toka et se voit promu lieutenant par Benjamin Sisko, peu avant que ce dernier ne parte « vivre » avec les Prophètes de Bajor.